# Hexatoma longisector
Hexatoma longisector är en tvåvingeart som beskrevs av Alexander 1961. Hexatoma longisector ingår i släktet Hexatoma och familjen småharkrankar.
Artens utbredningsområde är Madagaskar. Inga underarter finns listade i Catalogue of Life.